# 郁孤台

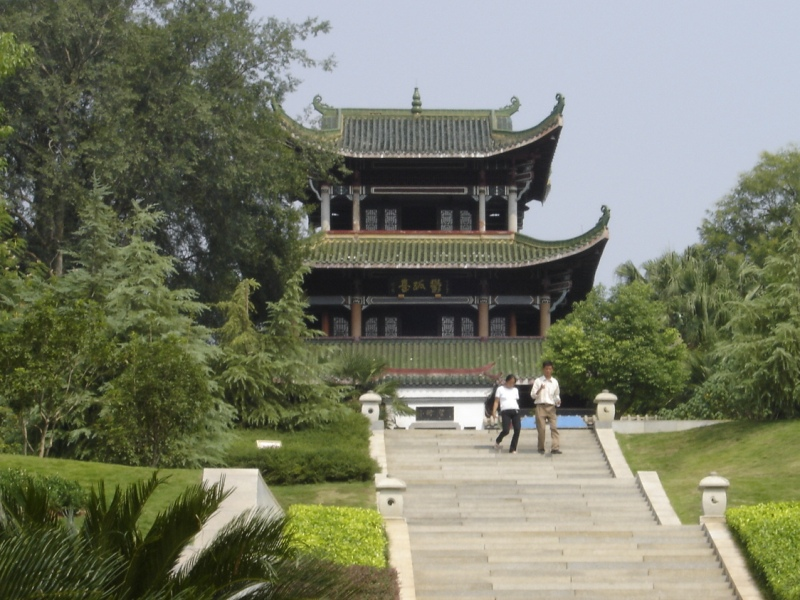
2005年的鬱孤台

郁孤台位于江西赣州市章贡区城内北部海拔131米的贺兰山（又名田螺岭）上，是江西省重点风景名胜区(点)之一，现为赣州市市级文物保护单位。

## 历史
始建年代史籍未详，一说为唐广德至大历年间（763－779年）由江西观察史李勉(717－788)所建。据清同治《赣县志》记载：“郁孤台，在文笔山，一名贺兰山，其山隆阜，郁然孤峙，故名。唐李勉为州刺史，登台北望，慨然曰：‘余虽有不及子牟，心在魏阙一也，郁孤岂令名乎？’乃易匾为望阙。”南宋绍兴十七年（1147年），知军曾慥在原址增创为二台，北面的仍称“望阙”，南面的恢复了“郁孤”的原名。此后郁孤台屡废屡建。
在明洪武年间，郁孤台一度成为行署所在地，先后改建成为“岭北道署”和“察院行署”。正德年间，行署搬至赣州城西，重新修复郁孤台。嘉靖年间再次倒塌后，江西巡抚汪尚宁、巡道游震得在旧址上建亭。
清康熙三十九年（1700年），观察刘荫枢、赣令曹炯重建亭。道光十年（1830年），邑人罗诗瑞重修。同治八年（1869年）毁于大风，十年重建，保持至今。同治九年（1870年）重建。

## 现况
清同治年间所建郁孤台曾于1959年修复，后于1982年3月拆除，并于1983年6月在原址大致按清代格局重建，次年9月建成。三层，高17米，仿木钢筋混凝土结构。